# 武廣齊
武廣齊1957年8月—，中國海洋大學海洋地質系地質專業本科（理學學士）和中共中央党校党政管理專業研究生畢業，2004年9月任中國海洋石油總公司党組成員、党組紀檢組組長，2005年6月1日獲委任為中國海洋石油執行董事。